# Susłowie

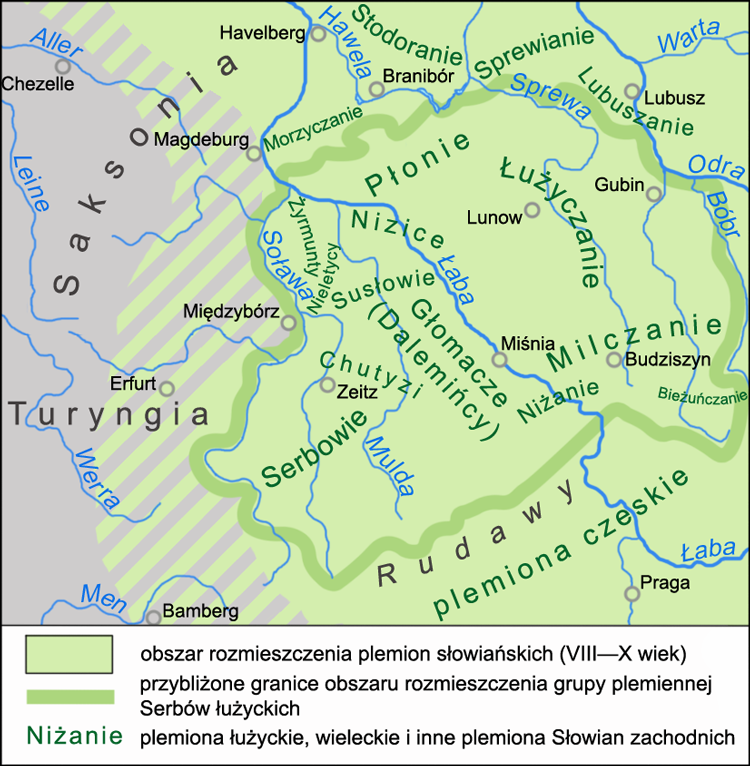
Związek plemion serbskich w okresie od VIII do X wieku

Susłowie – plemię słowiańskie zamieszkujące górny bieg rzeki Muldy; zaliczane do plemion serbo-łużyckich. W X w. zostało podbite przez Niemców.